# 初宁陵
初宁陵是中国南北朝时宋武帝刘裕的陵墓，在今江苏省南京市境内，具体所在有争议:39。
永初三年（422年）五月廿一，宋武帝驾崩。七月初八，葬於丹阳郡建康县蒋山（今紫金山）东南的初宁陵:40。文献记载，陵园规模较大，内有寝殿和陵庙建筑，但是都已经毁于历代战火。
一般认为，初宁陵神道石像生位于南京市江宁区麒麟街道麒麟铺社区马路两旁，被村舍包围，旁边住户门牌号为10号。现有石麒麟、天禄各一。陵高15米，周围42米。两座石像生随南京市境内的其它南朝陵墓石刻列入全国重点文物保护单位。另有研究者认为，这两座石像生属于其子宋文帝的长宁陵。当时，初宁陵前仅设竹木制成的“标”，推测位置在今栖霞区马群街道一带、长宁陵西:39，41。